# Амок (новела)
«Амок» (нім. Der Amokläufer) — новела австрійського письменника і драматурга Стефана Цвейга написана у 1922 році.

## Назва
Амок (від малай. amoq «впасти в сліпу лють і вбивати») — психічний синдром, що виникає в результаті розладу свідомості, властивий жителям Малайзії, Філіппін і прилеглих регіонів, що характеризується різким руховим збудженням і агресивними діями, безпричинними нападами на людей. На момент публікації оповідання термін «амок» не був загальновживаним і був характерний лише для малайзійської культури. Вважалося, що це стан одержимості, викликаний наркотичним сп'янінням. У німецькій мові слово amok отримало розширене значення і позначає шалену, сліпу, невмотивовану людську агресію поза будь-яких етнічних або географічних рамок.

## Сюжет
1912 рік. До Європи відпливає пароплав. Вночі в тіні його борту зустрічаються двоє чоловіків. Між ними відбувається відверта розмова, в якій один з співрозмовників, перейнявшись довірою до іншого, намагається вилити йому душу й розповідає випадок, який нещодавно з ним стався.
Він розповідає про те, як підписавши довгостроковий контракт, відправився з Голландії у далеке селище в тропіках працювати лікарем. Перебуваючи довгий час на чужині, він впав у депресію і відчай. Одного разу до нього звернулася незнайома знатна жінка з проханням таємно перервати їй вагітність за велику суму. Однак, в пориві суперечливих почуттів, які охопили лікаря, він відмовляється від грошей і вимагає інтимної зустрічі з нею. Будучи приниженою, жінка вибігає. Розкаявшись у своєму вчинку, герой новели кидається за нею, але не встигає її наздогнати.
Пізніше герой дізнається, що його відвідувачка — дружина багатого комерсанта і походить із знатного англійського роду. Її чоловік тривалий час знаходиться в Америці і незабаром має повернутися. Довгий час лікар перебуває в стані одержимості, переслідує її скрізь, намагаючись виправити свою помилку і допомогти їй приховати невірність чоловікові. Однак, жінка ще більше остерігається його. Зрештою, з'ясовується, що вона, аби уникнути розголосу, звернулася до місцевого знахаря. Лікар знаходить бідолашну в той момент, коли вона перебуває в передсмертній агонії і дає їй слово приховати подію від суспільства у що б то не стало.

## Екранізації
- 1934: Амок. Режисер: Федір Оцеп. Франція.
- 1944: Амок. Режисер: Антоніо Мопле. Мексика. У ролях: Марія Фелікс і Хуліан Солер.
- 1993: Амок. Режисер: Жоель Фарж. Франція/Португалія/Німеччина. У ролях: Фанні Ардан і Анджей Северин.

## Радіопостановки
- 2006: Амок. Deutschlandradio Kultur (52:58 хвилини, режисер: Улріке Брінкманн, у ролях Майкл Кеніг, Фальк Рокстрох, Ганс Теушер).

## Театральні постановки
- 2017: Дикий. Театр одного актора «Крик». Україна. Режисер і виконавець Михайло Мельник.